# Sárgaállú papagáj
A sárgaállú papagáj (Brotogeris jugularis), korábban aranyvállú tirika, a madarak osztályának papagájalakúak (Psittaciformes) rendjébe és a papagájfélék (Psittacidae) családjába tartozó faj.

## Rendszerezése
A fajt Philipp Ludwig Statius Müller német ornitológus írta le 1776-ban, a Psittacus nembe Psittacus jugularis néven.

## Alfajai
- Brotogeris jugularis exsul Todd, 1917
- Brotogeris jugularis jugularis (Statius Muller, 1776)[2]

## Előfordulása
Mexikó, Costa Rica, Guatemala, Honduras, Nicaragua, Panama, Salvador, Kolumbia, és Venezuela területén honos. Természetes élőhelyei a szubtrópusi és trópusi síkvidéki esőerdők, lombhullató erdők és szavannák, valamint legelők, szántóföldek, ültetvények és városias régiók. Állandó, nem vonuló faj.

## Megjelenése
Testhossza 18–19 centiméter, testtömege 53–65 gramm.

## Életmódja
Nektárral és gyümölcsökkel táplálkozik.

## Természetvédelmi helyzete
Az elterjedési területe rendkívül nagy, egyedszáma pedig stabil. A Természetvédelmi Világszövetség Vörös listáján nem fenyegetett fajként szerepel.

## Külső hivatkozások
- Képek az interneten a fajról
- Xeno-canto.org - a faj hangja és elterjedési területe